# Margit Kitok-Åström
Margareta Kristina Åström eller känd som Margit Kitok-Åström, född 18 oktober 1925 i Gällivare församling, Norrbottens län, död 29 januari 2011 i Gällivare församling, Norrbottens län, var en samisk konsthantverkare från Gällivare.
Margit Kitok-Åström var dotter till Asa Kitok, bevarare och förnyare av det samiska konsthantverket i rotslöjd. Modern förde vidare kunskapen till döttrarna Margit Kitok-Åström och Ellen Kitok-Andersson. 
Margit Kitok-Åström var en mästare inom rotslöjden. Tillsammans med sin syster Ellen Kitok-Andersson förnyade hon hantverket till ett mer förfinat konsthantverk. Hon rotslöjdade på heltid med långa arbetsdagar. Arbetsåret indelades i två säsonger, den första från högsommaren och tre-fyra månader framåt. Under den perioden begav hon sig ut i skog och mark för att samla in omkring åtta kilo björkrötter för bearbetning under resterande del av året. Själva insamlingen av rötter är ett fysiskt krävande arbete och en heldag i rotskogen garanterade inte rötter goda nog för slöjd.
Hon höll även i kurser i rotslöjd. Hennes alster har ställts ut på museer och konsthallar i Sverige, Norge och Danmark. Debututställningen var i Gällivare 1962, tillsammans med modern Asa Kitok. Det var inte många alster hon då hade att ställa ut, men där fanns nyskapelser inom rotslöjden i form av ett bruddiadem, smycken och några mindre skålar. Bruddiademet köptes av syföreningen i Gällivare för att med den återinviga Gällivare kyrka år 1963. Det var det första alster av Margit Kitok-Åström som kom att pryda en offentlig byggnad.
Kitok-Åström finns representerad vid bland annat Nordiska museet.

## Utställningar i urval
- Slöjdsommar, Liljevalchs konsthall, 1992
- Slöjden är här! Slöjden är härlig!, Liljevalchs konsthall, 1998
- Duodji - Konsthantverk från Sameland, Danmarks Nationalmuseum, 2007